# Kotlin (Insel)
Kotlin (russisch Котлин, finnisch Retusaari) ist eine russische Insel im Finnischen Meerbusen, einer Bucht der Ostsee, 30 km westlich vom Stadtzentrum Sankt Petersburgs. Sie begrenzt die Newabucht im Westen. Der Leuchtturm Tolbuchin ca. 2,5 sm vor ihrer westlichsten Spitze markiert die Hafenzufahrten der Stadt.

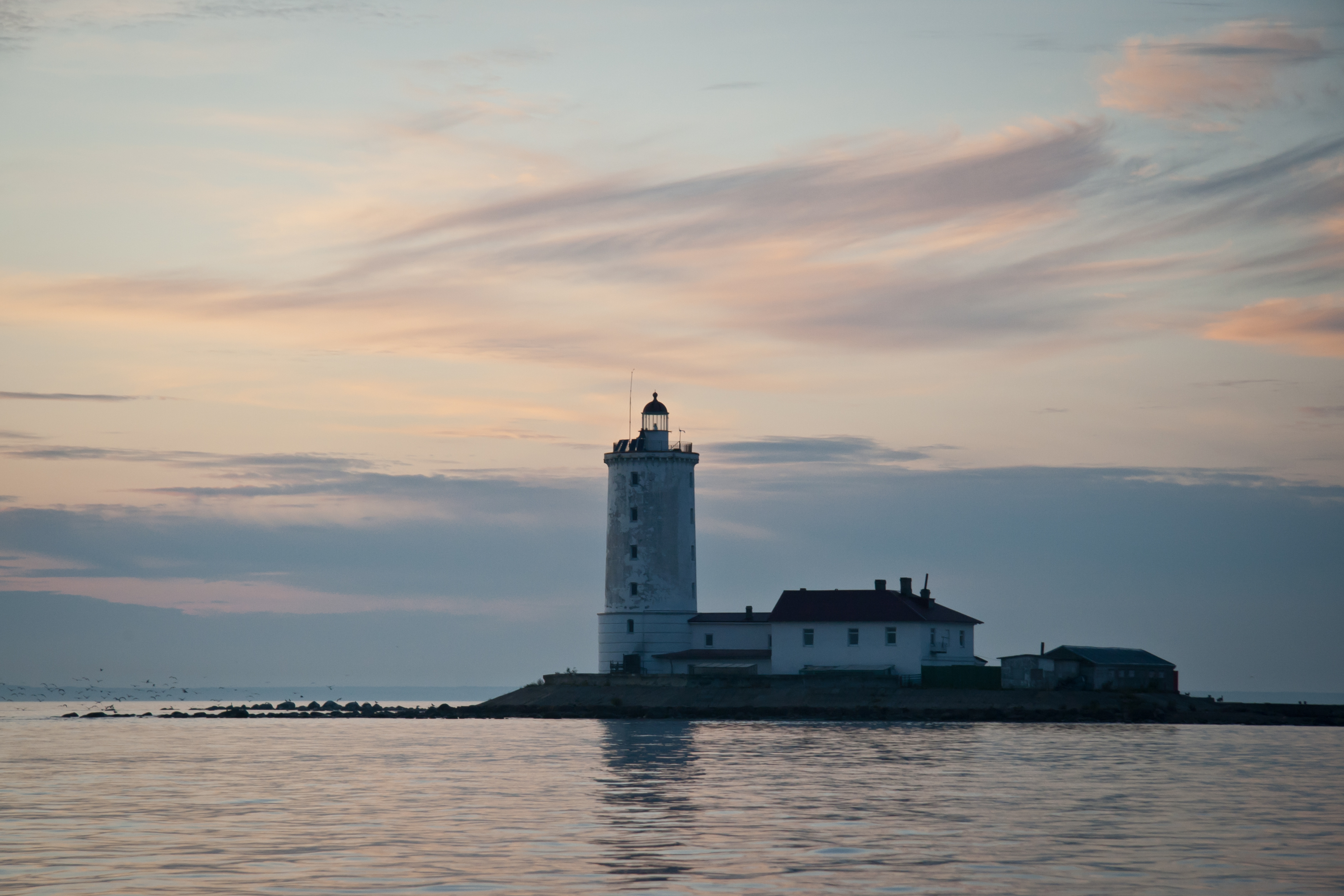
Leuchtturm Tolbuchin

Die Festungsstadt Kronstadt liegt auf der Insel, die durch den „Petersburger Damm“, einen Straßendamm mit Hochwasserschutzfunktion, mit den Sankt Petersburger Vororten Lomonossow und Sestrorezk verbunden ist.
Am Fuße der Festung befindet sich der Kronstädter Pegel, der als Höhenbezug des früheren Ostblocks und bis 1993 auch der DDR bzw. der neuen Bundesländer diente.
Die Insel Kotlin ist auch der Namensgeber der Programmiersprache Kotlin, weil die zugehörige Entwicklungsabteilung der Firma JetBrains ihren Sitz in Sankt Petersburg hatte.

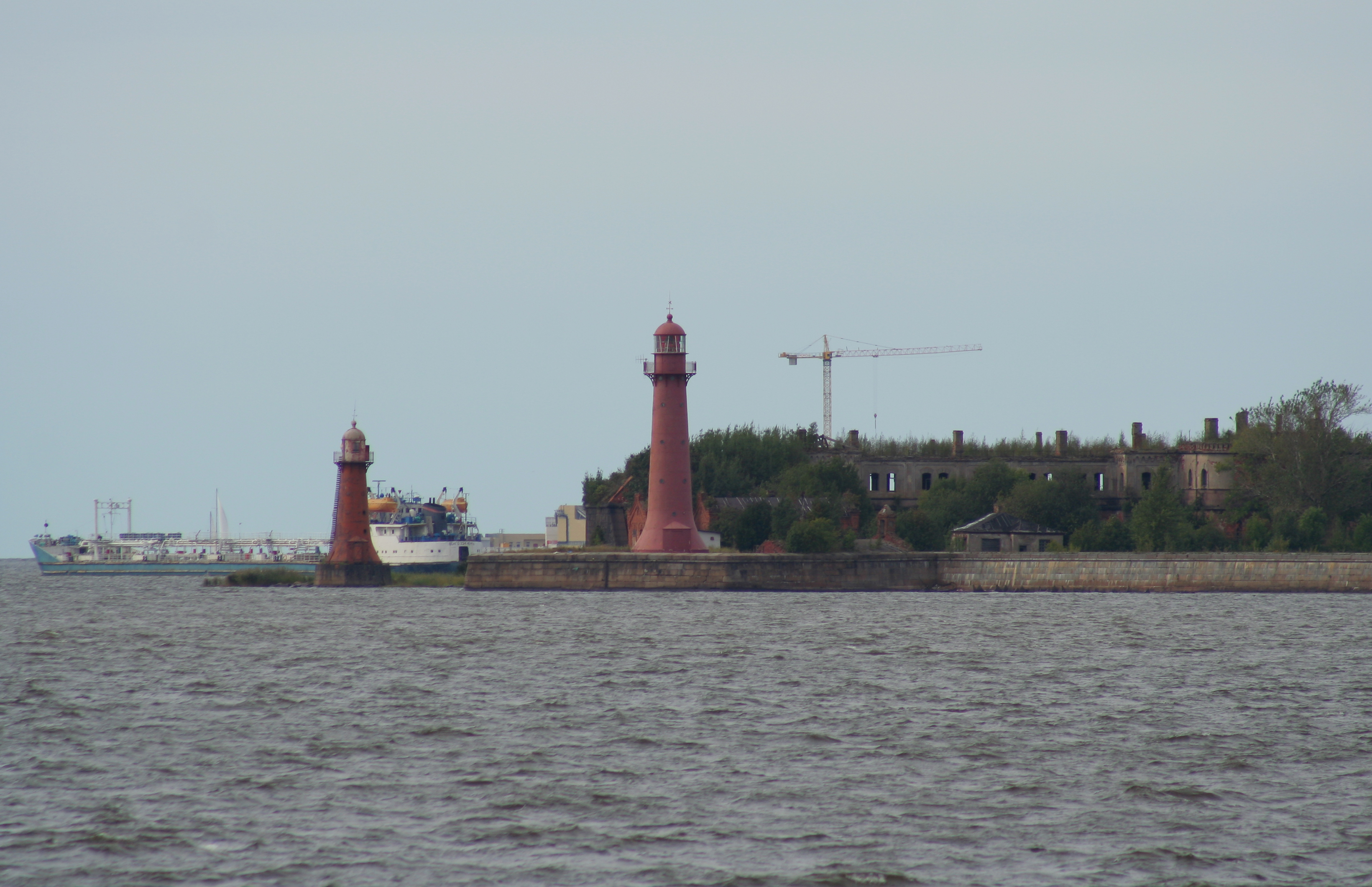
Kronstadt